# Colori e simboli dell'Associazione Sportiva Roma

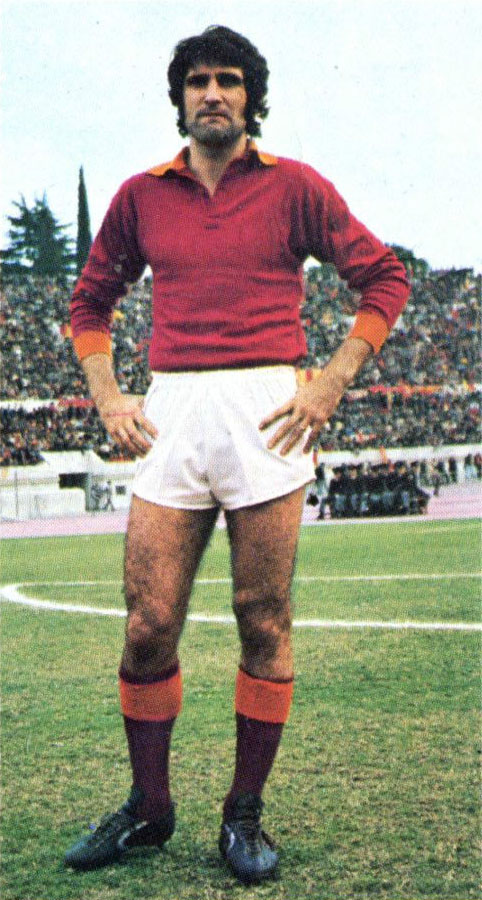
Sergio Santarini indossa la classica divisa della Roma, costituita da maglia rossa con colletto e bordi manica gialli, pantaloncini bianchi e calzettoni rossi bordati di giallo.

Nella presente pagina sono riportati i colori e simboli dell'Associazione Sportiva Roma, società calcistica italiana per azioni con sede nella città di Roma.

## Divisa

### Prima divisa

La Roma della stagione 1931-1932 con la divisa degli albori, recante calzettoni neri

La divisa primaria della Roma è costituita da maglia rossa, calzoncini e calzettoni rossi con dettagli gialli.

#### Storia
Nel biennio 1927-1928, stagione di esordio della compagine giallorossa, venne usato un kit formato da una maglia rossa con collo a V giallo, pantaloncini bianchi e calze nere con fasce gialle e rosse; questa divisa verrà usata fino alla stagione 1937-1938 con le sole eccezioni delle stagioni 1928-1929 e 1929-1930, quando furono adoperate maglie a strisce giallorosse.
A partire dalla stagione 1938-1939 venne introdotto il classico kit della Roma, il quale, salvo alcune annate, verrà usato fino al 1977-1978 e ripreso successivamente tra le stagioni 2012-2013 e 2015-2016: tale divisa era composta da maglia rossa, pantaloncini bianchi e calzettoni rossi; i calzettoni erano spesso bordati di giallo (le uniche eccezioni sono la stagione 2014-2015 e quella 2015-2016, questa caratterizzata da un bordo rosso scuro), ed anche il colletto, che poteva presentarsi a girocollo, a V o a polo, era solitamente giallo.
Degni di nota l'uso di pantaloncini neri e calzettoni neri tra il 1951 e il 1954, nonché l'inversione tra home e away, voluto dall'allora allenatore Helenio Herrera, tra il 1969 e il 1973.
Nella 1978-1979 furono usate due divise peculiari nelle partite casalinghe: nella prima metà della stagione i giocatori indossarono una maglia arancione abbinata a pantaloncini e calzettoni rossi, nell'altra venne introdotta la maglia a "Ghiacciolo", rossa con colletto a V bianco e spalle gialle e arancioni, maniche bianche, gialle, arancioni e rosse, abbinata a pantaloncini e calzettoni bianchi (questi con decorazioni gialle, rosse e arancioni); tale divisa verrà utilizzata anche la stagione successiva.
A partire dal 1980-1981 si affermò un kit che verrà utilizzato fino alla stagione 1997-1998 compresa, costituita da maglia rossa con decorazioni in giallo (solitamente bordi manica e colletto: tuttavia proprio nell'ultima stagione i dettagli gialli saranno presenti anche nel body), pantaloncini rossi con dettagli gialli e calzettoni anch'essi rossi bordati di giallo. I pantaloncini bianchi e i calzettoni neri torneranno nel 1998-1999 e rimarranno fino alla già citata stagione 2012-2013, col ritorno dei calzettoni rossi.
Durante questi quattordici anni si alternarono divise con fantasie elaborate (stagioni 1998-1999, 1999-2000 e dal 2003 al 2006) a altre più sobrie. Da ricordare infine le inedite combinazioni maglia rossa, pantaloncini rossi e calzettoni gialli (2016-2017 e 2018-2019) e neri usate (2017-2018).
Le tonalità di rosso e di giallo nel corso delle stagioni sono cambiate spesso: dal rosso porpora e giallo oro delle prime stagioni, si passò nel 1960 a un rosso ciliegia e a un giallo ocra, colori che verranno utilizzati fino al girone di ritorno del 1983-1984, quando i colori torneranno alle tonalità originali. Nella stagione 1992-1993 ci sarà un nuovo cambio, venne introdotto infatti il rosso pompeiano e, al posto del giallo, fu usato l'arancione; queste gradazioni verranno utilizzate fino alla stagione 2012-2013, quando torneranno i colori usati negli anni 1980, a cui nel 2017-2018 seguiranno tonalità più vicine a quelle usate nelle prime stagioni del club giallorosso.
Dall'introduzione dei numeri fino alla stagione 1985-1986 compresa, i numeri nelle maglie del club furono bianchi; a partire dalla stagione seguente fino al 1999-2000 compreso diventarono gialli. Dal 2000-2001 fino alla stagione 2014-2015 tornarono bianchi, infine nel 2015-2016 si passò al giallo.

#### Evoluzione prima divisa
Di seguito l'evoluzione della prima divisa della Roma.
| 1927-1928 | 1928-1930 | 1930-1937                  | 1937-1938                   | 1938-1942                   | 1942-1943 | 1943-1949                  | 1949-1950                   | 1950-1951                  | 1951-1954                   |
| 1954-1958 | 1958-1960 | 1960-1963                  | 1963-1964                   | 1964-1965                   | 1965-1968 | 1968-1969 girone di andata | 1968-1969 girone di ritorno | 1969-1970                  | 1970-1973                   |
| 1973-1974 | 1974-1975 | 1975-1978                  | 1978-1979 girone di andata  | 1978-1979 girone di ritorno | 1979-1980 | 1980-1982                  | 1982-1983                   | 1983-1984 girone di andata | 1983-1984 girone di ritorno |
| 1984-1985 | 1985-1986 | 1986-1987 girone di andata | 1986-1987 girone di ritorno | 1987-1991                   | 1991-1992 | 1992-1994                  | 1994-1995                   | 1995-1996                  | 1996-1997                   |
| 1997-1998 | 1998-1999 | 1999-2000                  | 2000-2001                   | 2001-2002                   | 2002-2003 | 2003-2004                  | 2004-2005                   | 2005-2006                  | 2006-2007                   |
| 2007-2008 | 2008-2009 | 2009-2010                  | 2010-2011                   | 2011-2012                   | 2012-2013 | 2013-2014                  | 2014-2015                   | 2015-2016                  | 2016-2017                   |
| 2017-2018 | 2018-2019 | 2019-2020                  | 2020-2021                   | 2021-2022                   | 2022-2023 | 2023-2024                  | 2024-2025                   | 2025-2026                  |                             |

### Seconda divisa

Paulo Roberto Falcão nella stagione 1980-1981 con la classica divisa da trasferta romanista, bianca con colletto e bordi manica giallorossi

La divisa da trasferta della Roma è costituita da maglia calzoncini e calzettoni color panna con dettagli neri.

#### Storia
Nella stagione 1927-1928, biennio di esordio della compagine giallorossa, fu usato un kit formato da maglia e pantaloncini completamente bianchi e calze nere con fasce gialle e rosse; a questa divisa ne successe una formata da maglia verde, pantaloncini e calzettoni neri, questi ultimi con banda giallorossa orizzontale come decorazione. La divisa verde verrà riutilizzata più volte nel corso della storia romanista, come away (1929-1930, con una banda orizzontale giallorossa nella maglia e calzoncini bianchi anziché neri) e soprattutto come third.
Dal 1930 torna la divisa bianca, indossata in alcune stagioni insieme a pantaloncini bianchi, in altre neri, che verrà indossata senza modifiche di sorta fino al 1937 quando verrà decorata con una banda giallorossa orizzontale: i calciatori indosseranno questa divisa ininterrottamente (con le sole eccezioni delle stagioni 1942-1943 e 1945-1946, quando la maglia della away tornerà a essere completamente bianca) fino al 1947. Durante questo periodo la maglia venne abbinata a pantaloncini bianchi, neri o rossi, mentre i calzettoni sono neri fino al 1942-1943, quando diventarono rossi bordati di giallo.
Dal 1947-1948 al 1948-1949 la maglia tornò a essere senza banda giallorossa e venne abbinata a pantaloncini o bianchi o neri e a calzettoni rossi bordati di giallo, mentre dal 1949 al 1953 (con l'eccezione della stagione 1951-1952) la seconda divisa della Lupa era formata da maglia gialla con colletto e bordi manica rossi, pantaloncini e calzettoni rossi.
Dal 1953-1954 furono usate sia maglia completamente bianche sia con banda giallorossa, abbinate a pantaloncini o neri o bianchi e calzettoni che si affermarono, a partire dalla stagione 1956-1957, bianchi bordati di giallorosso. Nel 1962 venne proposta una banda obliqua al posto della classica orizzontale: questa maglia fu adottata fino al girone di andata della stagione 1968-1969, quando, per decisione dell'allora allenatore Helenio Herrera, prima e seconda divisa furono invertite.
Nel 1973 ritornò la divisa bianca, questa volta presentante colletto e bordi manica decorati di giallorosso, stile che permarrà fino al 1994, con l'unica eccezione del periodo 1978-1980, nel quale venne usata una maglia (rinominata poi a "Ghiacciolo") con spalle e maniche decorate di rosso, arancione e giallo.
Durante gli anni 1990 la seconda divisa della Roma presentò decorazioni molto fantasiose, solitamente gialle o rosse, che andarono dalle tre strisce Adidas applicate al body fino a versioni giganti del lupetto di Piero Gratton sulle spalle; a queste successero, a partire dagli anni 2000 versioni molto più sobrie, solitamente completamente bianche o con minime decorazioni gialle o rosse (ad eccezione della stagione 2018-2019, nella quale il grigio diventa il colore dominante). Le tonalità di giallo e rosso rispettarono sempre quelli usati nella prima divisa, mentre il colore dei numeri, partire dalla loro introduzione, è sempre stato rosso, con l'eccezione della già citata stagione 2018-2019 nella quale è nero.

#### Evoluzione seconda divisa
Di seguito l'evoluzione della seconda divisa della Roma.
| 1927-1928 | 1928-1929                  | 1929-1930                   | 1930-1931                   | 1931-1932 | 1932-1936 | 1936-1938                  | 1938-1942                   | 1942-1943                   | 1943-1945 |
| 1945-1946 | 1946-1947                  | 1947-1948                   | 1948-1949                   | 1949-1950 | 1950-1951 | 1951-1952                  | 1952-1953                   | 1953-1954                   | 1954-1956 |
| 1956-1959 | 1959-1960                  | 1960-1962                   | 1962-1964                   | 1964-1965 | 1965-1968 | 1968-1969 girone di andata | 1968-1969 girone di ritorno | 1969-1970                   | 1970-1973 |
| 1973-1977 | 1977-1978                  | 1978-1979 girone di andata  | 1978-1979 girone di ritorno | 1979-1980 | 1980-1982 | 1982-1983                  | 1983-1984 girone di andata  | 1983-1984 girone di ritorno | 1984-1985 |
| 1985-1986 | 1986-1987 girone di andata | 1986-1987 girone di ritorno | 1987-1990                   | 1990-1991 | 1991-1992 | 1992-1993                  | 1993-1994                   | 1994-1995                   | 1995-1996 |
| 1996-1997 | 1997-1998                  | 1998-1999                   | 1999-2000                   | 2000-2001 | 2001-2002 | 2002-2003                  | 2003-2004                   | 2004-2005                   | 2005-2006 |
| 2006-2007 | 2007-2008                  | 2008-2009                   | 2009-2010                   | 2010-2011 | 2011-2012 | 2012-2013                  | 2013-2014                   | 2014-2015                   | 2015-2016 |
| 2016-2017 | 2017-2018                  | 2018-2019                   | 2019-2020                   | 2020-2021 | 2021-2022 | 2022-2023                  | 2023-2024                   | 2024-2025                   |           |

### Altre divise
Terza divisa

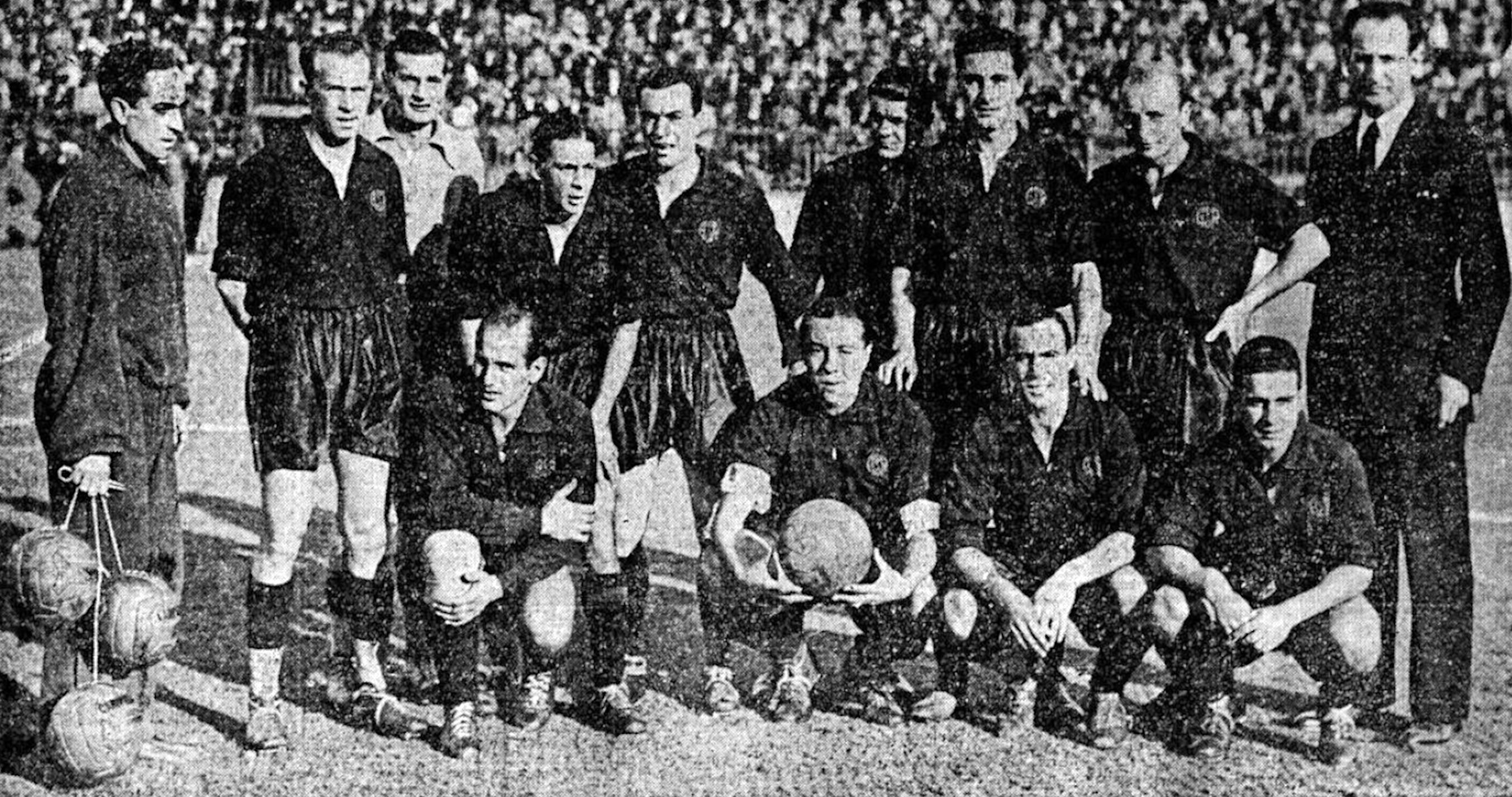
Una formazione romanista in divisa nera nella stagione 1934-1935

Il primo utilizzo della terza divisa da parte della Roma si ebbe nel 1931-1932: questa comprendeva una maglia a polo completamente nera come i calzoncini e i calzettoni (questi decorati con una fascia giallorossa); tale divisa fu usata fino al 1937-1938 sia in trasferta sia in alcune partite casalinghe in onore del Partito Nazionale Fascista (PNF).
Dal 1945 al 1947 venne usata una maglia grigia con colletto rosso e una banda rossa orizzontale, abbinata a pantaloncini neri e calzettoni strisciati giallorossi; a questa successe un kit formato da maglia verde con colletto a V giallorosso abbinata prima a pantaloncini bianchi e calzettoni neri bordati di giallorosso, poi a calzettoni rossi bordati di giallo. Dal 1957 al 1959 la maglia verde presentò una banda giallorossa orizzontale come decorazione e fu abbinata a calzettoni neri con banda giallorossa orizzontale, utilizzati insieme prima a calzoncini neri poi bianchi.
La prima importante variazione cromatica della terza divisa si ebbe nella stagione 1962-1963 quando fu usata una maglia gialla con scollo a V rosso come le estremità della maniche, completata da pantaloncini neri e calzettoni rosso con banda gialla. Questi colori verranno più volte applicati negli anni 1960 e 1970: la stessa divisa ricomparì nel 1967-1968 (con l'unica variante dei calzoncini bianchi) e nel 1973-1974 (con calzoncini bianchi e calzettoni gialli con fascia rossa). Infine nel 1978-1979 venne introdotto un kit composto da maglia a polo bianca con colletto e estremità delle maniche giallorosse, calzoncini bianchi e calzettoni bianchi con fascia rossa.
Le terze divise verranno utilizzate in pianta stabile a partire dagli anni 1990: nel 1991-1992 questa era costituita da maglia a polo blu imperiale con decorazioni giallorosse, nel 1995-1996 venne utilizzato lo stesso template delle altre divise con il ritorno del verde come colore principale del kit, stesso discorso per la 1996-1997 con però l'arancione come colore principale. Dal 1997-1998 al 2002-2003 e successivamente dal 2007-2008 al 2013-2014 verrà utilizzato il nero come main color della divisa (fanno eccezione le divise della stagioni 2000-2001 e 2001-2002 dove era presente il blu imperiale), mentre i dettagli erano giallorossi, invece dal 2003-2004 al 2005-2006 il colore principale fu il giallo e le decorazioni erano rosse e nere.

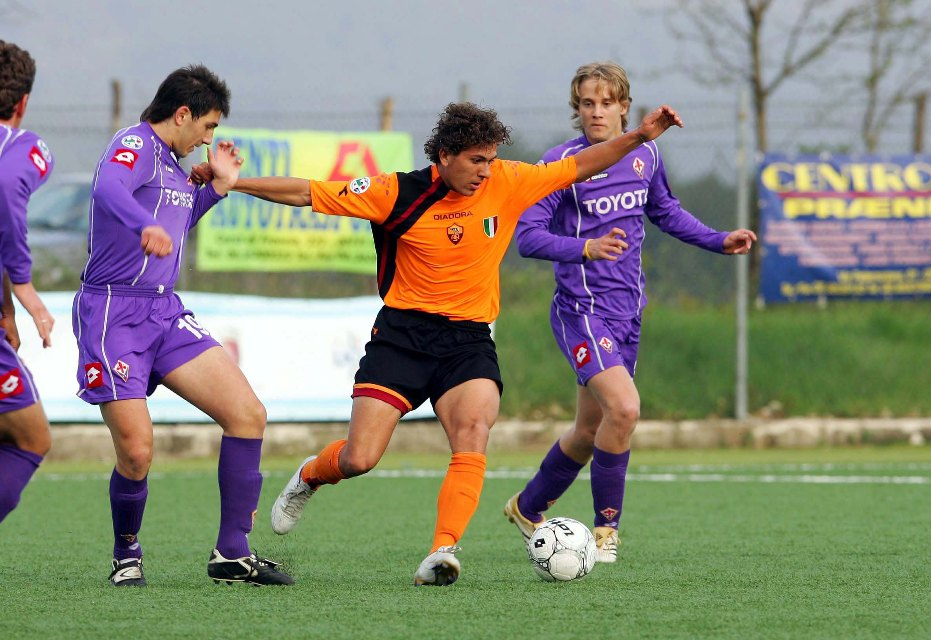
Alessio Cerci in azione con la squadra Primavera romanista, con indosso la terza divisa della stagione 2005-2006, gialla con dettagli rossoneri

Infine nel 2006-2007 venne usata una maglia bronzo con colletto, pantaloncini e calzettoni rossi, nel 2014-2015 un kit composto da maglia marrone scuro con collo a V e dettagli gialli, nel 2015-2016 una divisa grigia con estremità delle maniche, calzettoni e parte inferiore dei calzoncini neri e nel 2016-2017 una maglia rossa con strisce orizzontali arancioni e dettagli neri, pantaloncini arancioni con dettagli neri, calzettoni arancioni con dettagli neri e rossi. Nella stagione 2017-2018 la terza divisa era marrone con effetto camouflage tono su tono, sulle spalle erano presenti dettagli in arancione acceso, in quella 2018-2019 il kit era composto da maglia gialla raffigurante la cartina di Roma, pantaloncini gialli e calzettoni rossi bordati di giallo e nel 2019-2020 era blu decorata di giallorosso e con un pattern decorativo formato da Lupetti e dall'acronimo ASR.
Il nero ritorna nel 2020-2021, associato a dettagli arancioni, nel 2021-2022 la terza divisa è gialla con maniche blu, lupetto di Gratton al posto dello stemma societario e fascia diagonale rossoblù, dal 2022-2023 torna a essere nera.
| 1931-1938 | 1945-1947 | 1948-1956 | 1956-1957 | 1957-1958 | 1958-1959 | 1962-1963 | 1967-1968 | 1973-1974 | 1978-1979 girone di andata |
| 1991-1992 | 1995-1996 | 1996-1997 | 1997-1998 | 1998-1999 | 1999-2000 | 2000-2001 | 2001-2002 | 2002-2003 | 2003-2004                  |
| 2004-2005 | 2005-2006 | 2006-2007 | 2007-2008 | 2008-2009 | 2009-2010 | 2010-2011 | 2011-2012 | 2012-2013 | 2013-2014                  |
| 2014-2015 | 2015-2016 | 2016-2017 | 2017-2018 | 2018-2019 | 2019-2020 | 2020-2021 | 2021-2022 | 2022-2023 | 2023-2024                  |
| 2024-2025 | 2025-2026 |           |           |           |           |           |           |           |                            |

Quarta divisa
Il primo utilizzo della quarta divisa da parte della Roma si ebbe nel 1932-1933: questa comprendeva una maglia verde con scollo a V giallorosso e estremità delle maniche gialle, pantaloncini bianchi e calzettoni neri con fascia giallorossa. Successivamente, nel 1945-1946, fu usata sempre una maglia verde abbinata questa volta a calzoncini bianchi e calzettoni rossi con fascia gialla: tale divisa comparve nella sola partita Roma-Triestina per sottolineare l'italianità di Trieste.
La quarta divisa tornò solo altre cinque volte: nel 1951-1952 con maglia gialla decorata di rosso, pantaloncini neri e calzettoni neri con fascia giallorossa, dal 2001-2002 al 2002-2003 essa era gialla con dettagli e pantaloncini blu imperiale (nella prima stagione) o neri (nella seconda), nel 2003-2004 era completamente blu imperiale con dettagli giallorossi mentre nel 2004-2005 era verde petrolio sempre con dettagli giallorossi. Nel 2021-2022 era blu con dettagli gialli e rossi, il lupetto di Piero Gratton ripetuto tono su tono nella maglia e lo stemma usato dal 1997 al 2013 al posto di quello in uso.
| 1932-1933 | 1945-1946 | 1951-1952 | 2001-2002 | 2002-2003 | 2003-2004 | 2004-2005 | 2021-2022 |

Coppe europee
Solitamente nella partecipazione alle coppe europee la Lupa utilizza le stesse divise di campionato e Coppa Italia (a volte con la sola eliminazione degli sponsor), tuttavia in alcuni casi viene indossata una divisa apposita per tali competizioni.
La prima volta si ebbe nel 1981-1982 quando in Coppa delle Coppe fu sfoggiato un kit con maglia rossa con collo a V giallo come le estremità delle maniche e lungo le spalle e le braccia le tre strisce gialle, pantaloncini bianchi e calzettoni rossi con fascia gialla; per la finale di Coppa dei Campioni 1983-1984, la Roma utilizzò una variante della seconda divisa che differiva da quella indossata nel corso del resto della stagione per la presenza dello stemma societario al posto dello scudetto, mentre nel 1990-1991 era presente una versione con colorazione giallorossa della divisa usata dalla Germania campione del mondo, utilizzata nelle partite in trasferta nelle competizioni europee.
Una ripetizione di questi fenomeni si ebbe negli anni 2000: nel 2001-2002, nelle partite di Champions League fu introdotta una maglia metà gialla e metà rossa – colloquialmente nota come "la maglia del palio di Siena" per via della caratteristica partizione verticale – e dettagli, pantaloncini e calzettoni blu imperiale; la stagione successiva, nelle partite casalinghe della medesima competizione la maglia presentava body rosso e maniche gialle, dettagli, pantaloncini e calzettoni sono invece neri, mentre nelle partite in trasferta la divisa era simile a quella usata in campionato, con la differenza delle sole maniche che erano argentate.
Nel 2004-2005 erano nuovamente presenti due distinte divise per casa e trasferta, la prima nera con colletto verde petrolio e decorazioni giallorosse, la seconda presentava stesso schema di colori con però il bianco al posto del nero, mentre nel 2005-2006 era presente un'unica divisa con maglia formata da body bianco con dettagli giallorossi, una manica gialla e una rossa, pantaloncini e calzettoni bianchi con dettagli giallorossi.
Dal 2007-2008 al 2008-2009 le divise usate nelle coppe europee presentarono solo marginali differenze da quelle del campionato: nella prima stagione le divise usate divergono da quelle della Serie A perché la coccarda della Coppa Italia si trovava nella manica sinistra invece che sul petto, inoltre come divisa da trasferta si usa il kit nero, mentre nella seconda era l'esatto opposto, con inoltre il kit bianco del campionato usato come terza divisa in queste competizioni. Infine dal 2014-2015 al 2015-2016 le terze divise sono utilizzate come kit da trasferta nelle competizioni europee.
| 1981-1982           | 1983-1984 Finale Coppa dei Campioni | 1990-1991 Trasferta | 2001-2002              | 2002-2003 Casa | 2002-2003 Trasferta | 2004-2005 Casa | 2004-2005 Trasferta | 2005-2006 | 2007-2008 Casa |
| 2007-2008 Trasferta | 2008-2009 Casa                      | 2008-2009 Trasferta | 2008-2009 Terza divisa |                |                     |                |                     |           |                |

Coppa Italia
La Roma usa i medesimi kit del campionato per partecipare alle partite di Coppa Italia, tuttavia nel 2005-2006 fu indossato un kit apposito per essa costituito da maglia con body verde petrolio e decorazioni giallorosse, una manica gialla e una rossa, pantaloncini e calzettoni verde petrolio con decorazioni giallorosse.
| 2005-2006 |

Derby di Roma
Il 25 novembre 2016 venne presentata una divisa usata dal club solo durante i derby di Roma di campionato del 2016-2017, costituita da maglia, pantaloncini e calzettoni rossi con dettagli in oro e rosso scuro (nella partita di ritorno venne anche aggiunta la scritta "SPQR" sul petto in oro). Durante il Derby del 20 marzo 2022 i Giallorossi hanno indossato una divisa casalinga con lo stemma societario in uso dal 1997 al 2013.
| 2016-2017 Andata | 2016-2017 Ritorno |

### Portieri
Nella prima stagione della compagine giallorossa fu usato un kit formato da maglia grigia, pantaloncini e calze nere con fasce giallorosse; questa divisa sarà lo standard per i portieri della Lupa fino al 1932 quando venne alternata con un kit formato da maglia completamente nero decorato con colletto rosso (in alcuni casi anche questo sarà nero) e con una banda orizzontale giallorossa nei calzettoni.
Minime modifiche ai kit si ebbero a partire dalla fine degli anni 1930: dopo due stagioni (1936-1937 e 1937-1938) in cui i portieri usarono solo divise nere, nel 1938-1939 non solo tornò la grigia, ma venne introdotta anche una maglia azzurra e calzettoni rossi bordati di giallo per tutte e tre le divise.

Negli anni 1950 le maglie furono prettamente grigie, con decorazioni giallorosse nel colletto e nei bordi manica, e vennero solitamente associate a pantaloncini neri e le classiche calze rosse bordate di giallo, mentre nella prima metà degli anni 1960 alle divise grigie si alterneranno altre nere, bianche, gialle e verdi. Il kit nero tornerà dominante a partire dal 1965-1966 e verrà utilizzato per quasi un decennio. Il cambio di stile avvenne dopo il 24 settembre 1975, quando, allineandosi a quanto stabilito dall'International Football Association Board nel giugno precedente, anche in Italia venne vietato l'uso del nero per le casacche dei portieri, in modo da evitare confusioni con le divise dei direttori di gara: così vennero introdotte nuove colorazioni per la maglia degli estremi difensori, da verde e grigio, già a partire dalla stagione 1974-1975.
Tra il 1978 e il 1981 le divise furono costituite da maglie rosse, grigie o gialle abbinate a pantaloncini neri e calzettoni bianchi, mentre nelle stagioni 1981-1982 e 1982-1983 pantaloncini e calzettoni neri vennero abbinati a maglie gialle, azzurre o grigie.
A partire dal 1983 i portieri iniziarono a indossare divise più elaborate rispetto al passato: in quella stagione la maglia si presentò con body grigio decorato con spalle nere e sottili strisce verticali nere, presenti anche nelle maniche. Questo stile più ricercato venne successivamente applicato anche a divise azzurre, gialle e verdi, fino a che, negli anni 1990, la libertà di disegno spinse alla creazione di immagini astratte associate a colori mai usati prima in nessuna divisa del club capitolino (da ricordare la maglia rosa con dettagli neri del 1991-1992 o quella viola e blu del 1994-1995).
Negli anni 2000 lo stile tornò più sobrio e i portieri utilizzano principalmente maglie gialle, blu o verdi, abbinate a pantaloncini e calzettoni rossi, neri o blu, mentre a partire dagli anni 2010 le divise tenderanno a essere completamente nere, gialle, verdi, azzurre o viola con decorazioni nere, grigie, bianche o verdi.

## Sponsor tecnici
Il primo sponsor tecnico della Roma è stato Lacoste, azienda francese che ha prodotto i capi giallorossi dal 1970-1971 al 1976-1977; per longevità troviamo Kappa al primo posto con dodici apparizioni (da metà del 1983-1984 al 1985-1986, dal 2000-2001 al 2002-2003 e dal 2007-2008 al 2012-2013), seguono la già citata Lacoste e Diadora con sette stagioni a testa e Nike con sei.
Di seguito la cronologia degli sponsor tecnici della Roma.

Toninho Cerezo con la divisa della stagione 1985-1986, realizzata da Kappa e brandizzata da Barilla: si tratta delle sponsorizzazioni più durature nella storia romanista, con 12 campionati per la fornitura tecnica e 13 per il marchio pubblicitario.

- 1927-1970 non presente
- 1970-1977 Lacoste
- 1977-1979 adidas
- 1979-1980 Pouchain
- 1980-1982 Playground
- 1982-1984 Patrick
- 1984-1986 Kappa
- 1986-1991 NR
- 1991-1994 adidas
- 1994-1997 Asics
- 1997-2000 Diadora
- 2000-2003 Kappa
- 2003-2007 Diadora
- 2007-2013 Kappa[78]
- 2013-2014 non presente[79]
- 2014-2021 Nike[80]
- 2021-2023 New Balance[81]
- 2023- adidas[82]

## Simboli ufficiali

### Stemma
Il primo stemma usato dalla Roma era uno scudo triangolare occupato nella metà superiore dalla lupa capitolina su sfondo giallo, e nella metà dall'acronimo "ASR" su sfondo rosso. Questo stemma venne usato dalla fondazione fino alla fine degli anni 1970, tuttavia non comparve mai sulla maglia; al suo posto dalla stagione 1932-1933 alla stagione 1941-1942, e saltuariamente negli anni 1950 e 1960, venne cucita una coccarda rossa con al suo interno l'acronimo "ASR" o la scritta "AS Roma" in giallo.

Lo stemma in una delle prime versioni
Coccarda usata tra il 1930 e il 1934
Coccarda applicata dal 1937 al 1942
Stemma usato tra il 1942 e il 1945
Stemma usato tra il 1945 e il 1949
Coccarda usata tra gli anni 1950 e 1960

Nel 1978, l'ultimo anno di Gaetano Anzalone alla presidenza del club, i dirigenti giallorossi ebbero l'occasione di osservare come in Nordamerica lo sport fosse trainato principalmente dal merchandising e dalla vendita di prodotti legati alle franchigie. Ciò indusse la società a istituire un ufficio per la pubblicità, diretto dal grafico Piero Gratton, il quale venne incaricato di realizzare un nuovo logotipo per la squadra, nell'ottica di creare un marchio da associare al nascente merchandising giallorosso. Tale decisione fu anche dettata dal fatto che la lupa capitolina non poteva essere registrata come marchio, perché il Comune di Roma non aveva dato il suo permesso.
Dal 1974 al 1978 Gratton e i suoi collaboratori idearono pertanto una completa corporate identity per il club, puntualmente codificata in un manuale d'uso, che disciplinò l'apposizione dei vari identificativi su locandine, abbigliamento, biglietti, lasciapassare e ogni sorta di prodotto commerciale. Videro così la luce un lettering istituzionale, un nuovo logo costituito dalla testa stilizzata di un lupo (nera con l'occhio rosso) e un secondary logo sotto forma della lettera "R" stilizzata in nero o bianco con "riverberi" gialli, rossi e arancio. Mentre quest'ultima non ebbe molta fortuna venendo presto abbandonata, il "lupacchiotto" (nome inizialmente scelto dalla società, presto mutato in "lupetto" nella vulgata) divenne un elemento cardine e iconico della simbologia romanista: la sua prima applicazione, dal 1978 al 1980, lo vide inscritto in due cerchi concentrici, uno giallo e uno rosso. Nel corso degli anni furono ideate nuove varianti di questo stemma: quella in uso nelle divise dal 1980 al 1991 lo declinò in bianco con l'occhio arancione dentro uno stemma circolare rosso, poi dal 1991 al 1996 il lupetto fu prima giallo e poi arancione, infine nella stagione 1996-1997 il lupetto fu incorniciato in uno scudo rosso bordato di arancione.

Variante del "lupetto" usata dal 1978 al 1980
Quello usato dal 1980 al 1991
La variante della stagione 1991-1992
Versione adottata tra il 1992 e il 1996
Il lupetto "scudettato" usato nella stagione 1996-1997

Il 20 luglio 1997, grazie a un accordo con il Comune capitolino, venne concesso un permesso speciale alla società calcistica per poter utilizzare il simbolo della lupa e riproporre, così, una nuova versione dello stemma degli albori. Il 22 maggio 2013 venne presentato un ulteriore restyling del logo: questo si distinse dal precedente per la scomparsa della scritta "ASR", sostituita da "ROMA" e dalla data di fondazione del club (1927), e per la rivisitazione della lupa e dei gemellini, introducendo anche una loro colorazione nero-argentata; questo stemma sarà successivamente sostituito il 7 giugno 2017 da una versione con rosso leggermente più scuro e un giallo più chiaro.
Da menzionare infine lo stemma utilizzato nelle maglie away della Roma nella stagione 2007-2008: per celebrare gli ottant'anni del club venne applicato un logo bianco costituito, da un lato, da un bordo giallo che ricordava lo stemma della Roma, e dall'altro un bordo rosso che ricorda il profilo di un cuore; all'interno compariva la scritta "AS Roma 80 1927 2007".

Lo stemma usato dal 1997 al 2013
Il logo per gli 80 anni del club (2007)
La versione usata dal 2013 al 2017
Il logo con i colori aggiornati del 2017

Il primo logotipo del club capitolino risale al 1974: questo era composto dalla scritta minuscola "as roma", con la "a" gialla e la "s" rossa intrecciate tra di loro. Tale wordmark è rimasto in uso fino al 2013, anno dell'aggiornamento della brand identity della squadra capitolina; per l'occasione è stato rinnovato anche il logotipo, scritto in stampatello maiuscolo con carattere Trajan Pro, e con le parole "AS" (in rosso) e "ROMA" (in giallo) separate da un punto rosso. I colori sono stati aggiornati nel 2017, come già avvenuto per lo stemma principale. Nel 2020 viene introdotto un nuovo logotipo, il quale si differenzia dal precedente per un nuovo carattere utilizzato e per l'eliminazione del punto rosso.

Il primo logotipo dei Giallorossi (1974-2013)
Quello usato dal 2013 al 2017
L'aggiornamento dei colori adottato dal 2017 al 2020
Il logotipo in uso dal 2020

### Inno

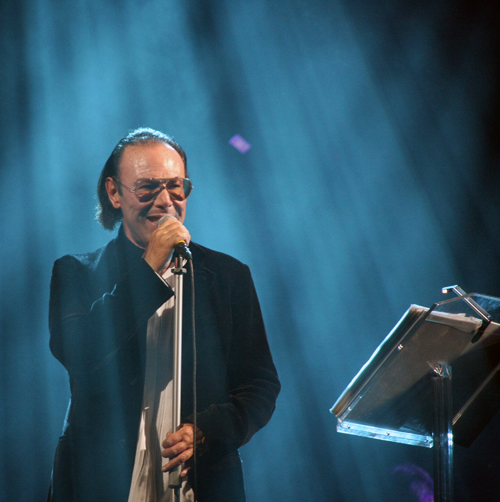
Antonello Venditti

L'inno ufficiale della Roma è Roma (non si discute, si ama), con il testo di Antonello Venditti e Sergio Bardotti e la musica di Antonello Venditti e Giampiero Scalamogna (meglio noto con il nome d'arte di Gepy & Gepy). La canzone è in uso dal 1974 ma, nella stagione 1977-1978, venne sostituita da Forza Roma Forza Lupi di Lando Fiorini, sembra per volontà del presidente Viola che non gradiva avere un inno composto da un cantautore all'epoca politicamente esposto come Venditti.
Forza Roma Forza Lupi venne a sua volta sostituito da Grazie Roma, composto sempre da Antonello Venditti nel 1983 in occasione della vittoria del secondo scudetto giallorosso. Dal 1994 Roma (non si discute, si ama) tornò ad essere l'inno ufficiale della Roma mentre Grazie Roma viene diffuso al termine di ogni partita casalinga vinta dalla squadra.

### Mascotte

Da destra: la mascotte Romolo all'Olimpico con Montella nel 1999

La mascotte ufficiale del club è Romolo (in riferimento all'omonimo re di Roma), un pupazzo a forma di lupo che indossa la maglia della squadra recante il numero 753, a simboleggiare il 753 a.C., anno di fondazione della città eterna. Creato nel 1999 e oggetto di restyling nel 2019, Romolo è solito compiere un giro di campo prima degli incontri casalinghi e farsi scattare foto insieme a tifosi e calciatori della Roma; partecipa inoltre ad alcuni eventi collaterali riguardanti il club giallorosso.

## Soprannomi

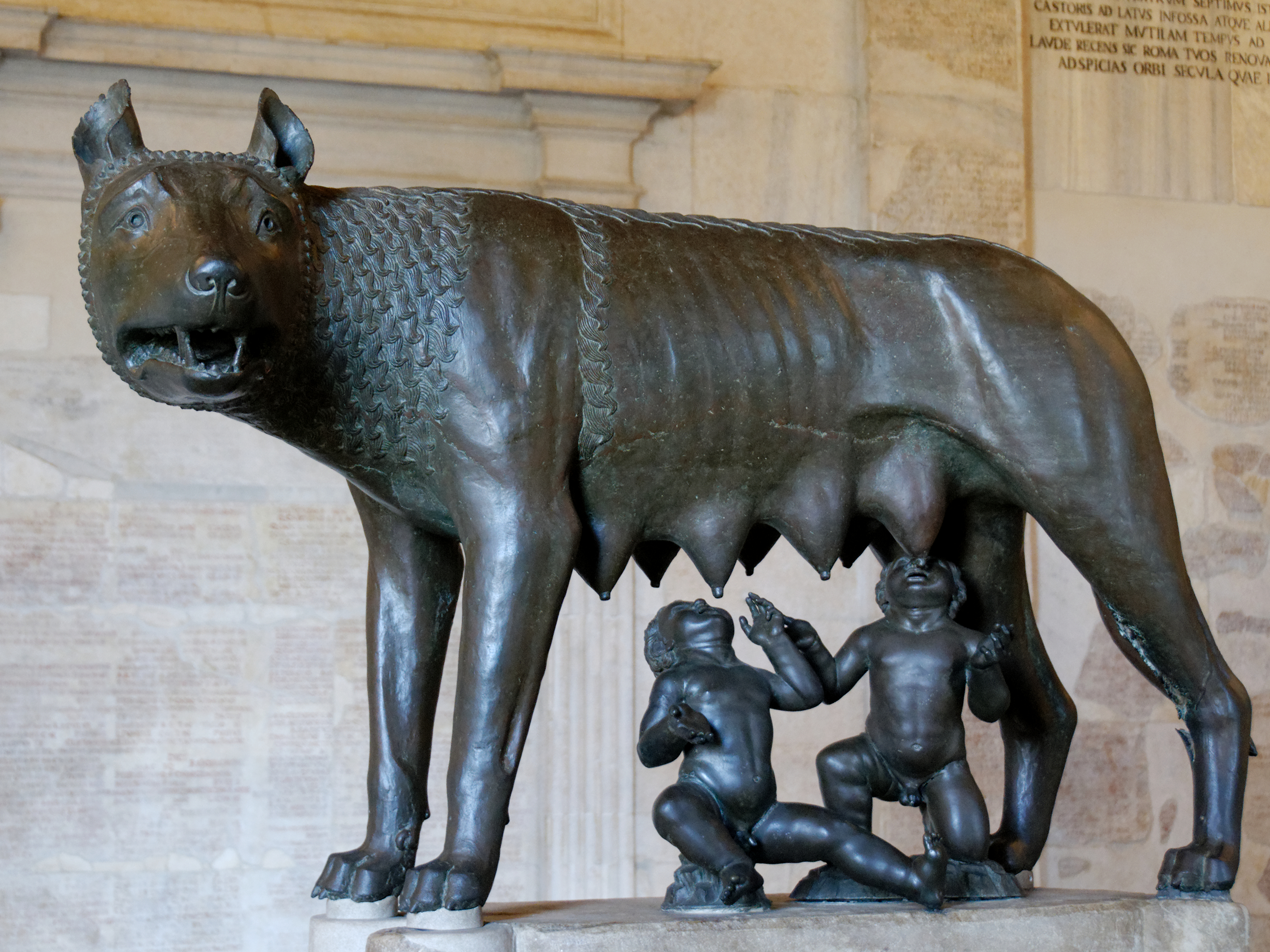
La lupa capitolina

La Roma ha svariati soprannomi che la contraddistinguono. Viene chiamata "Lupa" per via dello stemma societario che, nelle varianti usate tra il 1927 e il 1978 e dal 1997, presenta nella parte superiore la già citata lupa capitolina; da ciò anche uno dei soprannomi affibbiati ai calciatori del club capitolino, ossia "Lupetti" o "Lupi".
Altro noto soprannome è quello di "Giallorossi" con evidente riferimento ai colori sociali del club, i quali non sono mai cambiati nella storia del club. Il termine "Maggica" (in romanesco) o "Magica" (in italiano) è parimenti associato al club: l'origine non è conosciuta anche se si ritiene che sia dovuto alle emozioni suscitate nei tifosi durante le sue partite, mentre "Capitolini" è un riferimento al Campidoglio.